# Spoorlijn 161 (België)
Spoorlijn 161 is een Belgische spoorlijn die Brussel met Namen verbindt. De lijn is 62 km lang.

## Geschiedenis
De lijn werd aangelegd door de Grande Compagnie du Luxembourg, opgericht op 11 september 1846 en overgenomen door de Belgische Staatsspoorwegen in 1873. De spoorlijn werd aangelegd in verschillende delen:
- 12 augustus 1854: Brussel-Luxemburg - Terhulpen
- 9 juni 1855: Terhulpen - Gembloers
- 10 september 1855: Gembloers - Rhisnes
- 14 april 1856: Rhisnes - Namen
- 23 oktober 1856: Brussel-Noord - Brussel-Luxemburg
- 25 september 1874: Schaarbeek - Brussel-Luxemburg

Tussen 1872 en 1876 werd de hele lijn op dubbelspoor gebracht. De spoorlijn 161A verhoogt de capaciteit van de spoorlijn naar 4 sporen tot Etterbeek en geeft een rechtstreekse aansluiting op de spoorlijn 26.
Met de opening van de Brusselse Noord-Zuidverbinding in 1952 werden de spooraansluitingen naar Station Brussel-Noord en de spoorlijn naar Laken aangepast. De aansluitsporen gaan onder de spoorlijnen 25, 26 en 36 door om bij de middensporen van de Noord-Zuidverbinding uit te komen. Op deze wijze is een kruisingsvrije doorverbinding in Brussel-Zuid op de spoorlijn 50A naar Gent mogelijk. Vroeger sloten de sporen aan de oostkant van het vroegere kopstation aan. De rechtstreekse aansluiting naar Laken die vroeger met een viaduct over de hoofdsporen heen ging is vervangen door een tunnel. Restanten van de oude viaduct zijn nog te zien in de volkstuinen.
Op 14 januari 1956 werd het baanvak tussen Brussel-Noord en Ottignies geëlektrificeerd (3 kV). Een half jaar later, op 30 september 1956, werd ook het baanvak tussen Ottignies en Namen geëlektrificeerd.
Op 1 september 1975 werd de aansluitende zijlijn, spoorlijn 161D, Ottignies - Louvain-la-Neuve geopend.
De maximumsnelheid bedraagt 130 km/u. Samen met de uitbreiding naar 4 sporen, zal ook de maximumsnelheid verhoogd worden tot 160 km/u. Tussen Brussel-Noord en Brussel-Luxemburg mag slechts 50 km/u gereden worden, en ook op de helling naar de Maas in Namen moet aan verminderde snelheid gereden worden (100 km/u).
De zogenaamde couponnekestrein reed over deze spoorlijn. Dit was de bijnaam van de treinen richting Luxemburg die populair was bij Belgische fiscale toeristen die interesten op niet-aangegeven beleggingen gingen ontvangen in Luxemburg.

## GEN project
In het kader van de Gewestelijk ExpresNet (GEN) wordt het hele traject van Schuman tot de aansluiting naar Louvain-la-Neuve viersporig. Spoorlijn 161A afkomstig van Y Jubelpark via de Schuman-Josaphattunnel kreeg eigen perrons in Schuman. Tussen Brussel-Schuman en Etterbeek kwam een viersporig traject waar de westelijke sporen de 'expres'-sporen werden. De oostelijke sporen van lijn 161A dienen voor het lokaal verkeer, waarbij ook een nieuwe halte, Mouterij, geopend werd. Het viersporig traject tussen Schuman en Etterbeek werd in december 2015 in gebruik genomen. Daar de viersporigheid tussen Watermaal en Ottignies geëxploiteerd zal worden met de buitensporen voor het lokaal verkeer en de binnensporen voor het snelverkeer, wordt er tussen Etterbeek en Watermaal een spoortunnel gebouwd, zodat het spoorgebruik kruisingsvrij omgewisseld kan worden. Het buitenspoor voor lokaal gebruik richting Brussel (westkant ter hoogte van Watermaal) gaat zo over in het lokaal spoor richting Brussel aan de oostzijde vanaf Etterbeek. De stoptreinen vanuit Ottignies kunnen dan de Schuman-Josaphattunnel gebruiken en volledig gescheiden rijden van de Intercity treinen Namen - Brussel. De verbindingssporen van spoorlijn 26 sluiten enkel aan op lijn 161A.

## Goederenverkeer
De vele steile hellingen maken deze lijn ongeschikt voor zware goederentreinen. De helling tussen Ottignies en Mont-Saint-Guibert bedraagt 17 promille en de afdaling naar de Maas bedraagt 18 promille. Goederentreinen richting Luxemburg en Frankrijk dienen dus rond te rijden, via  de spoorlijnen 144 en 130. Sinds juni 2001 kan er ook via een nieuwe verbinding (spoorlijn 147) tussen Fleurus en Auvelais gereden worden.

## Treindiensten
De NMBS verzorgt het personenvervoer met IC, L-, Piekuur- en ICT-treinen.
| Serie       | Treinsoort            | Route                                                                            | Bijzonderheden                                                          |
| ----------- | --------------------- | -------------------------------------------------------------------------------- | ----------------------------------------------------------------------- |
| IC 16       | Intercity (NMBS/CFL)  | Brussel-Zuid – Namen – Luxemburg                                                 |                                                                         |
| IC 17       | Intercity (NMBS)      | Brussels Airport-Zaventem – Brussel-Luxemburg – Namen – Dinant                   | Rijdt in het weekend tussen Brussel-Zuid en Dinant.                     |
| IC 18       | Intercity (NMBS)      | [ Doornik – Aat – ] Brussel-Zuid – Namen – Luik-Guillemins – Luik-Sint-Lambertus | Rijdt alleen op werkdagen. Rijdt in de spits verder naar Doornik.       |
| L 6250      | L-trein (NMBS)        | Ottignies – Gembloers – Namen                                                    |                                                                         |
| P 7600/8600 | Piekuurtrein (NMBS)   | Rochefort-Jemelle – Namen – Brussel-Zuid                                         | Rijdt alleen op werkdagen. Een trein Brussel - Rochefort-Jemelle.       |
| P 7650/8650 | Piekuurtrein (NMBS)   | Namen – Gembloers – Ottignies                                                    | Rijdt alleen op werkdagen.                                              |
| ICT 6960    | Toeristentrein (NMBS) | Waver – Bierges-Walibi – Ottignies – Brussel-Zuid                                | Rijdt tijdens de openingstijden van Walibi. Op werkdagen tot Ottignies. |

### Gewestelijk Expresnet
Op het traject rijdt het Gewestelijk Expresnet de volgende routes:
| Serie | Treinsoort | Route                                                                    | Bijzonderheden |
| ----- | ---------- | ------------------------------------------------------------------------ | --- |
| S 4   | GEN (NMBS) | Aalst – Brussel-Schuman – Mechelen                                       | Rijdt alleen op werkdagen. |
| S 8   | GEN (NMBS) | Zottegem – Brussel-Zuid – Brussel-Schuman – Ottignies – Louvain-la-Neuve | Rit naar Zottegem rijdt niet in het weekend. Een rit rijdt dagelijks tussen Brussel-Zuid - Ottignies. Een rit rijdt dagelijks tussen Ottignies - Louvain-la-Neuve. |
| S 81  | GEN (NMBS) | Schaarbeek – Brussel-Schuman – Ottignies                                 | Rijdt enkel tijdens de spits tijdens het schooljaar |

## Aansluitingen
In de volgende plaatsen is of was er een aansluiting op de volgende spoorlijnen:
Schaarbeek
Spoorlijn 25 tussen Brussel-Noord en Antwerpen-Luchtbal
Spoorlijn 26 tussen Schaarbeek en Halle
Spoorlijn 26A tussen Schaarbeek en Y Haren noord
Spoorlijn 26B tussen Schaarbeek en Y Haren noord
Spoorlijn 27 tussen Brussel-Noord en Antwerpen-Centraal
Spoorlijn 27D tussen Brussel-Noord en Schaarbeek-Vorming
Spoorlijn 27E in de bundel van Schaarbeek-Vorming
Spoorlijn 27F in de bundel van Schaarbeek-Vorming
Spoorlijn 28 tussen Brussel-Zuid en Schaarbeek
Spoorlijn 36 tussen Brussel-Noord en Luik-Guillemins
Spoorlijn 25N tussen Y Albertbrug en Mechelen-Nekkerspoel
Spoorlijn 36N tussen Brussel-Noord en Leuven
Brussel-Luxemburg
Spoorlijn 160 tussen Brussel-Luxemburg en Tervuren
Spoorlijn 161A tussen Y Jubelpark en Watermaal
Etterbeek
Spoorlijn 160 tussen Brussel-Luxemburg en Tervuren
Spoorlijn 161A tussen Y Jubelpark en Watermaal
Y Groenendaal
Spoorlijn 161B tussen Y Groenendaal en Groenendaal-Renbaan
Terhulpen
Spoorlijn 161C tussen Terhulpen en Genval
Genval
Spoorlijn 161C tussen Terhulpen en Genval
Ottignies
Spoorlijn 139 tussen Leuven en Ottignies
Spoorlijn 140 tussen Ottignies en Marcinelle
Y Louvain-la-Neuve
Spoorlijn 161D tussen Y Louvain-la-Neuve en Louvain-la-Neuve
Gembloers
Spoorlijn 144 tussen Gembloers en Jemeppe-sur-Sambre
Spoorlijn 147 tussen Landen en Tamines
Namen
Spoorlijn 125 Luik-Guillemins en Namen
Spoorlijn 130 tussen Namen en Charleroi-Centraal
Spoorlijn 130B tussen Namen en Ronet
Spoorlijn 130D tussen Namen en Ronet
Spoorlijn 142 tussen Namen en Tienen
Spoorlijn 142A tussen Namen en Saint-Servais
Spoorlijn 154 tussen Namen en Heer-Agimont
Spoorlijn 162 tussen Namen en Sterpenich

## Verbindingssporen
161/1: Y Zennebrug (lijn 28, 50) - Y Josaphat (lijn 161, 161/2)
161/2: Brussel-Noord - Y Josaphat (lijn 161, 161/1)

## Lijn 161C
Tussen station Terhulpen en station Genval lag ten westen van lijn 161 als derde spoor lijn 161C, maar die werd opgenomen in de ombouw naar de viersporigheid in het kader van de GEN-Werken en is thans opgebroken.